# Amphiprion perideraion

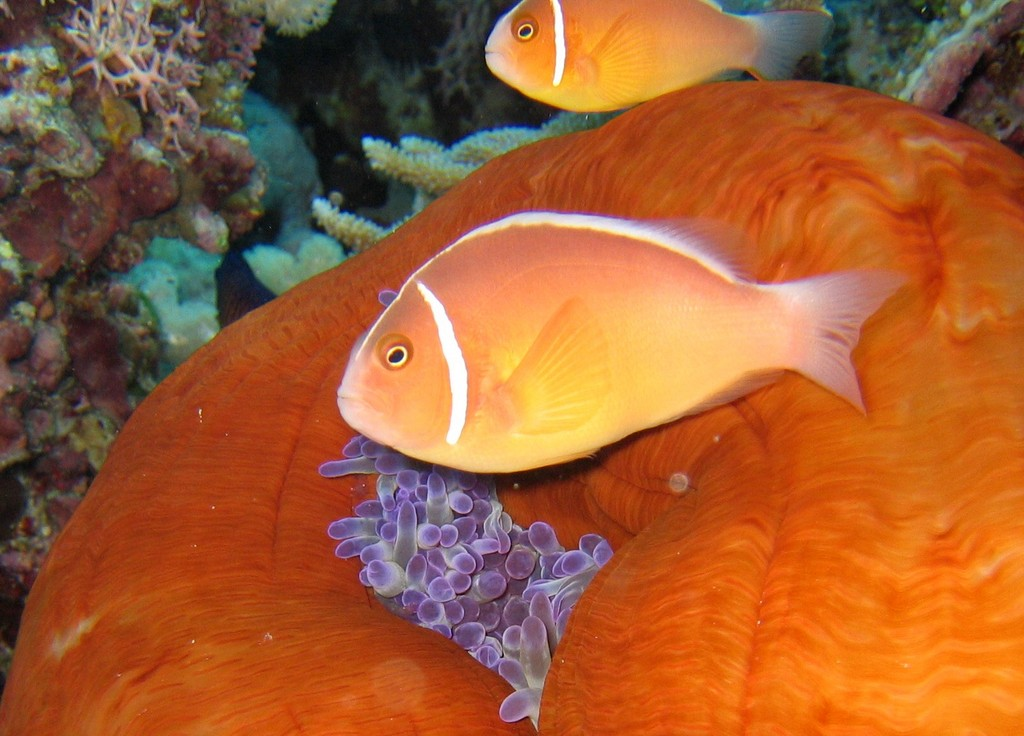
Amphiprion perideraion

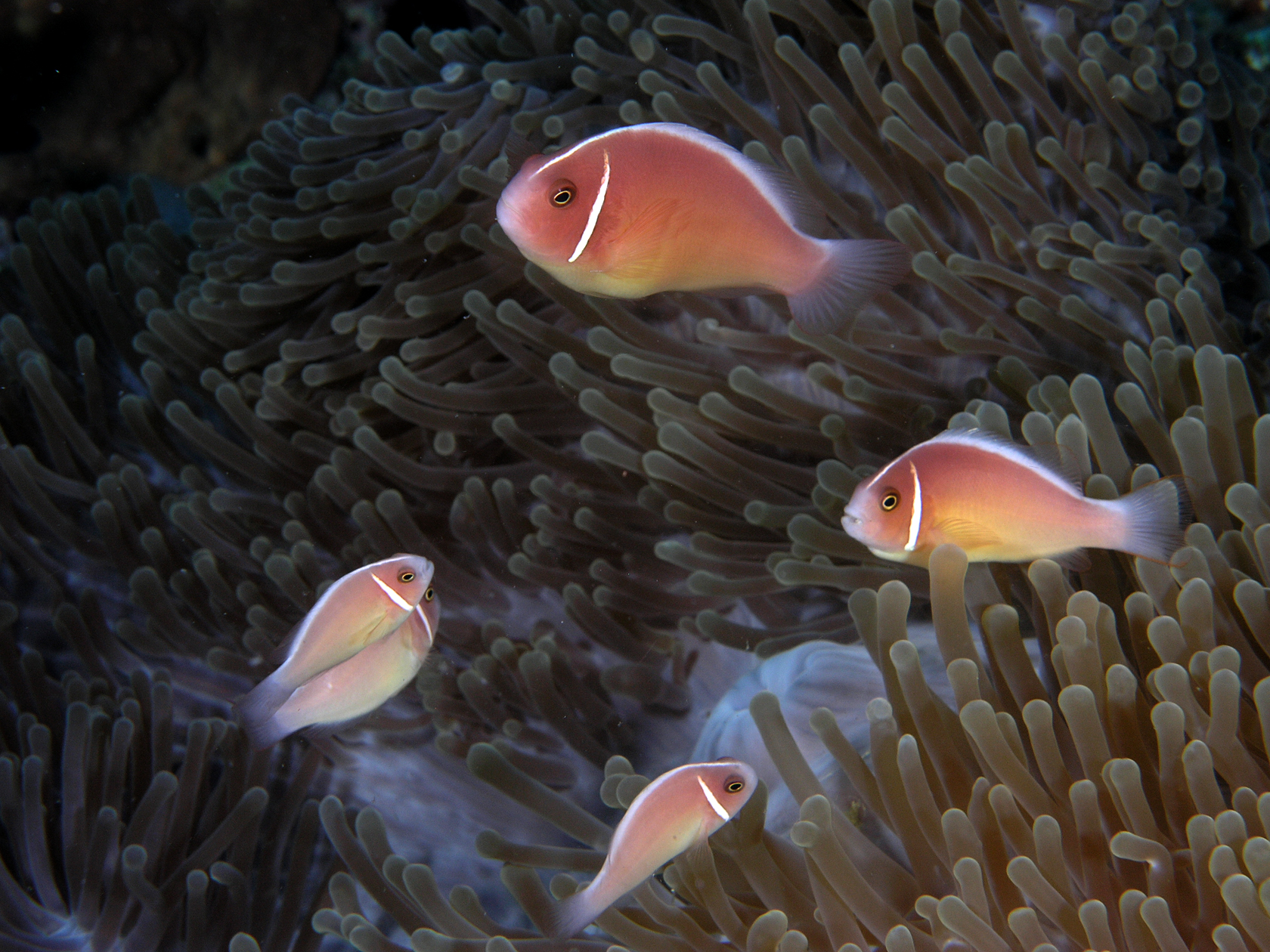
Exemplars dAmphiprion perideraion al Parc Nacional de Komodo

Amphiprion perideraion és una espècie de peix de la família dels pomacèntrids i de l'ordre dels perciformes.

## Morfologia
- Els mascles poden assolir 10 cm de llargària total.
- És de color taronja.
- Té les aletes transparents.[3][4]

## Reproducció
És monògam i hermafrodita.

## Depredadors
A les Illes Marshall és depredat per serrànids.

## Hàbitat
Viu en zones de clima tropical (25 °C-25 °C; 34°N-22°S, 96°E-156°E), associat als esculls de corall, a 1-38 m de fondària i en simbiosi amb les anemones Heteractis magnifica (normalment), Heteractis crispa, Macrodactyla doreensis i Stichodactyla gigantea.

## Distribució geogràfica
Es troba des del Golf de Tailàndia fins a Samoa, Tonga, les Illes Ryukyu, la Gran Barrera de Corall i Nova Caledonia.

## Costums
- És principalment diürn.[3]
- A Bali se n'han trobat exemplars compartint la mateixa anemone amb l'espècie Amphiprion akallopisos.[9]

## Observacions
Es pot criar perfectament en captivitat.